# Kolorowe jeziorka

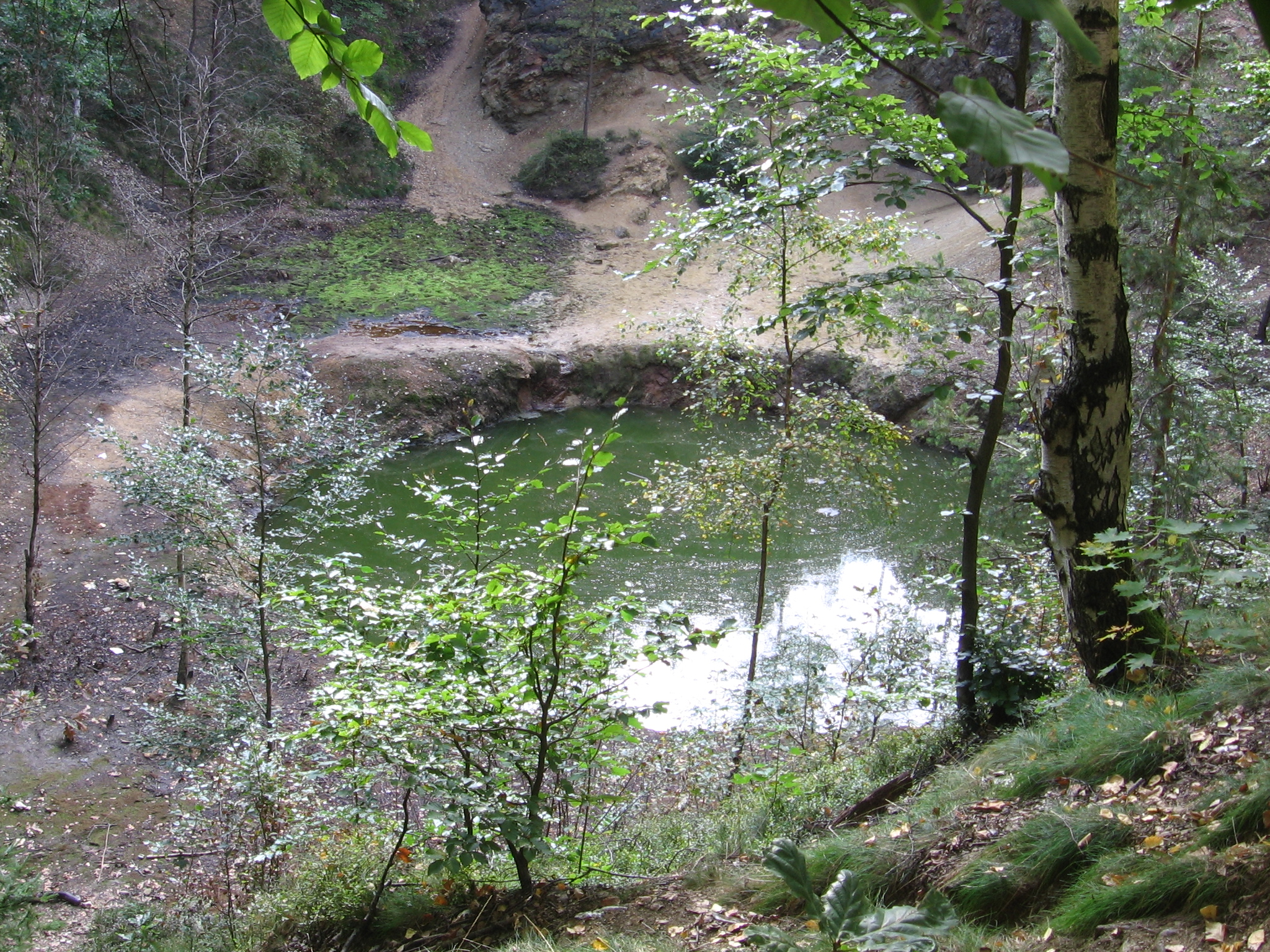
Żółte Jeziorko

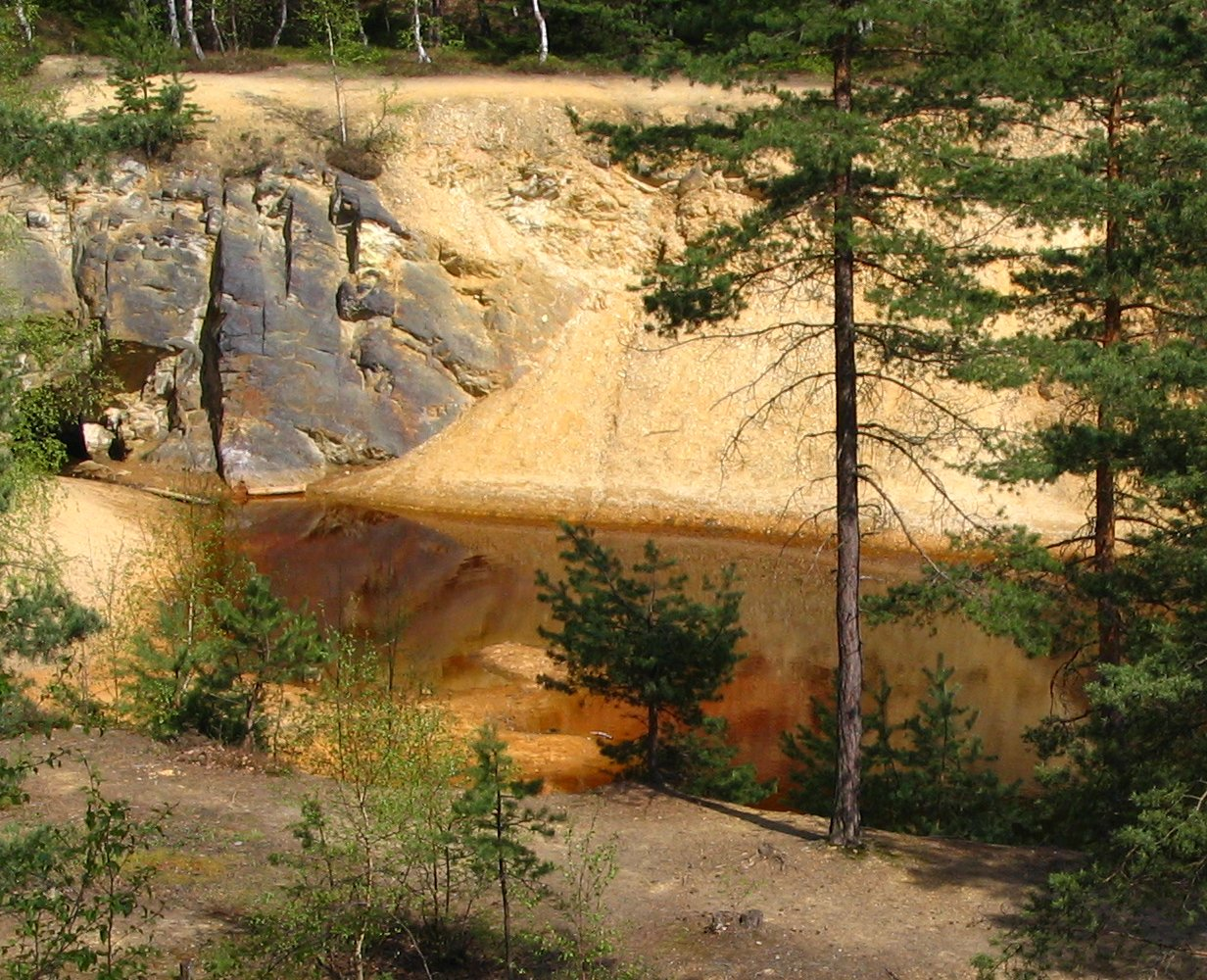
Purpurowe Jeziorko

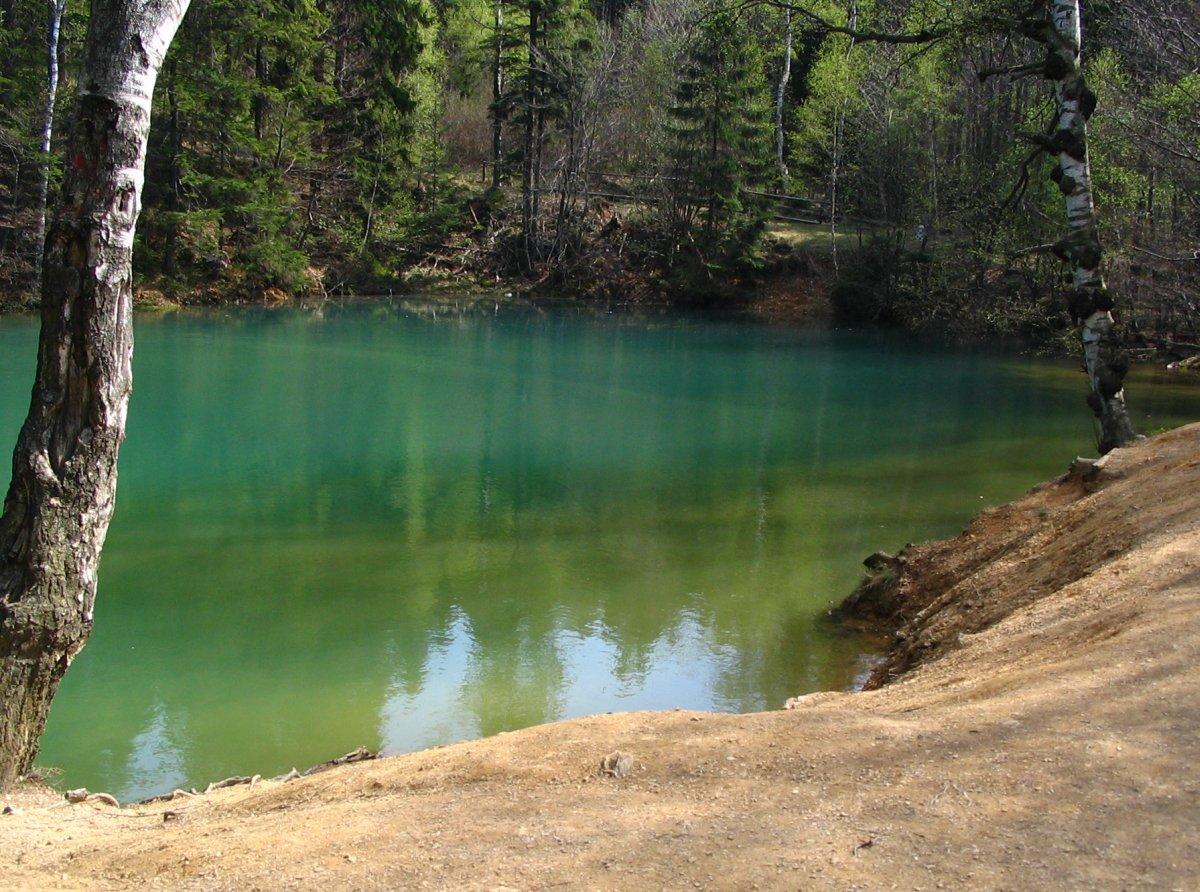
Błękitne Jeziorko

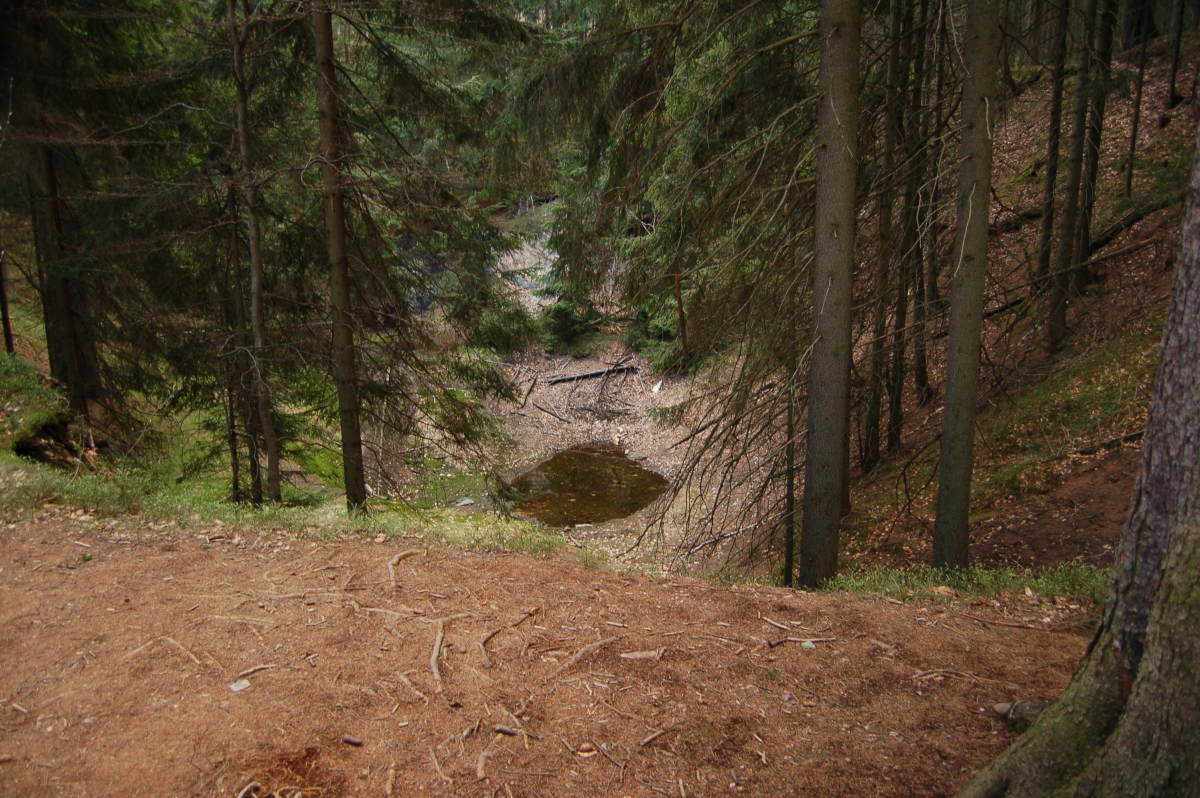
Zielone Jeziorko (Czarny Stawek)

Kolorowe jeziorka – cztery stawy u podnóża Wielkiej Kopy (871 m n.p.m.) w Rudawach Janowickich, w województwie dolnośląskim. Powstały w miejscu wyrobisk dawnych niemieckich kopalni, z których największa i najstarsza nosiła nazwę Hoffnung (1785 – teren Purpurowego Jeziorka). Pozostałe kopalnie to: Neues Glück (1793 – teren Błękitnego Jeziorka) i Gustav Grube (1796 – teren Zielonego Jeziorka). W kopalniach wydobywano w latach 1785–1925 piryt, przerabiany na kwas siarkowy w Płoszowie, przysiółku Ciechanowic. Ich barwa wynika ze składu chemicznego podłoża, na którym są zlokalizowane.

## Położenie
Stawy znajdują się na różnych wysokościach. Żółte Jeziorko, okresowo wysychające, leży na wysokości ok. 555 m n.p.m., Purpurowe Jeziorko na wysokości ok. 560 m n.p.m., Błękitne Jeziorko (zwane też Szmaragdowym, Niebieskim lub Lazurowym) na 635 m n.p.m., a najwyżej położone Zielone Jeziorko (zwane też Czarnym) na ok. 730 m n.p.m., jest ono najmniejsze i również okresowo wysycha. 
Poniżej Purpurowego Jeziorka znajduje się zagłębienie, w którym często również jest woda. Od Purpurowego Jeziorka oddziela je kilkunastometrowy pas skałek z jaskinią.
Obok wyrobisk znajdują się duże hałdy zmielonych skał.

## Geologia
Okolica Kolorowych jeziorek zbudowana jest ze skał metamorficznych, należących do wschodniej osłony granitu karkonoskiego – amfibolitów, łupków aktynolitowych, serycytowo-chlorytowych, serycytowo-chlorytowo-kwarcowych, kwarcowo-albitowo-chlorytowych i innych.

## Barwy jeziorek
Jeziorko Purpurowe
Jest ono pozostałością po eksploatacji łupków serycytowych, a kolor pochodzi od związków żelaza. Sciany i dno wyrobiska obfitują w związki miedzi i żelaza, przede wszystkim piryt (w postaci łupków serycytowo–chlorytowych), a jego zawartość dochodzi do 10–12%. Poza pirytem w skałach występują również pirotyn, chalkopiryt, miedź rodzima, sfaleryt, galena, boulangeryt, jamesonit, bournonit, chalkozyn, tetraedryt, limonit, syderyt, a z minerałów skałotwórczych: kalcyt, dolomit, wezuwian, zoizyt, pistacyt, talk, fluoryt, ilmenit i tytanit. Woda ma odczyn kwaśny. 
Jeziorko Błękitne
Kolor pochodzi od związków miedzi, jest klarowne i bez zapachu związków siarki.

## Turystyka
Przez teren przyległy do jeziorek biegnie  zielony szlak turystyczny z Wieściszowic na Wielką Kopę oraz niebiesko znakowana droga rowerowa. Przy najniższym jeziorku znajduje się duży parking.
Najdogodniejszy dojazd to zjazd z drogi nr 5 w Marciszowie na drogę nr 328, na drodze tej umieszczone są drogowskazy „Kolorowe Jeziorka”.